# Melanophylla madagascariensis
Melanophylla madagascariensis är en tvåhjärtbladig växtart som beskrevs av Keraudr. Melanophylla madagascariensis ingår i släktet Melanophylla och familjen Torricelliaceae. Inga underarter finns listade.